# Scaphoideus apicalis
Scaphoideus apicalis är en insektsart som beskrevs av Li 1999. Scaphoideus apicalis ingår i släktet Scaphoideus och familjen dvärgstritar. Inga underarter finns listade i Catalogue of Life.